# SM U-53
SM U-53 – niemiecki okręt podwodny typu U-51 zbudowany w Kaiserliche Werft w Gdańsku w latach 1915-1916. Wodowany 1 lutego 1916 roku, wszedł do służby w Cesarskiej Marynarce Wojennej 22 kwietnia 1916 roku. Służbę rozpoczął w II Flotylli, a jego dowódcą został kapitan Hans Rose. U-53 w czasie trzynastu patroli zatopił 87 statków o łącznej pojemności 224 314 BRT i 1 okręt wojenny o wyporności 1050 BRT, a jeden okręt wojenny oraz 10 statków uszkodził. 31 maja 1916 roku okręt został przydzielony do II Flotylli.
Pierwszym zatopionym statkiem był brytyjski parowiec o pojemności 2876 BRT, 11 lipca 1916 roku około 15 mil na zachód od Listafjorden koło Farsund. Statek płynął z ładunkiem z Londynu do Christianii. W wyniku ataku zginęło wszystkich 30 członków załogi.
7 października 1916 roku U-53 wszedł do portu Newport (Rhode Island). Dowódca okrętu Hans Rose złożył kurtuazyjną wizytę u admirała Austina M. Knighta ówczesnego dowódcy United States Second Naval District oraz admirała Alberta Gleavesa na pokładzie krążownika USS „Birmingham”. Wkrótce nastąpiła rewizyta obu admirałów na pokładzie U-53.
8 października 1916 roku w okolicach wyspy Nantucket u wybrzeży Stanów Zjednoczonych, U-53 zatopił pięć statków: holenderski parowiec „Blommersdijk” (4850 BRT), norweski tankowiec „Christian Knutsen” (4224 BRT), oraz trzy brytyjskie – parowiec pasażerski „Stephano” (3449 BRT), parowiec „Strathdene” (4321 BRT) oraz parowiec „West Point” (3847 BRT).
10 lipca 1917 roku w czasie patrolu po Morzu Północnym U-53 wytropił i zatopił 8 trawlerów brytyjskich.
Największym zatopionym statkiem przez załogę U-53 pod dowództwem kapitana Rose był brytyjski pasażerski parowiec SS „Devonian” o 10 435 BRT. Statek został zatopiony 21 sierpnia 1917 roku, 20 mil na północny wschód od wyspy Tory u północnych wybrzeży Irlandii.
6 grudnia 1917 roku amerykański niszczyciel USS „Jacob Jones” eskortował konwój płynący do Brestu we Francji. W czasie powrotu do bazy w Irlandii USS Jacob Jones został zaatakowany przez U-53, pomimo prób zejścia z drogi zauważonej wcześniej torpedy, niszczyciel został trafiony. Dowódca David Worth Bagley nakazał ewakuację okrętu. Po kilku minutach od trafienia nastąpił wybuch znajdujących się na okręcie bomb głębinowych, w wyniku zatonięcia życie straciło 64 członków załogi. U-53 wyłowił 2 ciężko rannych członków załogi. Hans Rose poinformował amerykańską bazę morską w Queenstown drogą radiową o pozycji zatopienia oraz miejscu dryfowania łodzi ratunkowych z rozbitkami.
17 sierpnia 1918 roku na stanowisku dowódcy okrętu Hans Rose został zastąpiony przez kapitana Otto von Schrader. Po jego dowództwem U-53 zatopiła 6 statków w tym cztery małe francuskie kutry rybackie oraz brytyjski parowiec SS „War Firth” o 3112 BRT płynący z Bilbao do Clyde. W wyniku ataku zginęło 11 członków załogi.
1 grudnia 1918 roku U-53 został poddany Royal Navy. W 1922 roku okręt został zniszczony.